# نظریه مقایسه اجتماعی
نظریه مقایسه اجتماعی (به انگلیسی: Social comparison theory) که ابتدا توسط یک روانشناس اجتماعی به نام لئون فستینگر در سال ۱۹۵۴مطرح شد، بر این موضوع تأکید دارد که در افراد انگیزه‌ای برای به‌دست آوردن ارزیابیهای دقیق از خود وجود دارد. این تئوری توضیح می‌دهد که چگونه افراد با مقایسه خود با دیگران به‌منظور کاهش عدم اطمینان در این حوزه‌ها ، نظرات و توانایی‌های خود را ارزیابی می‌کنند و یاد می‌گیرند چگونه خود را تعریف کنند. 
پس از ارایه نظریه اولیه، تحقیقات روی مقایسه اجتماعی به‌عنوان راهی برای پیشرفت فردی تمرکز کردند که منجر به معرفی مفاهیم مقایسه‌ای رو به پایین و رو به بالا و گسترش انگیزه‌های مقایسه‌ای اجتماعی شدند.
به‌طورکلی در مقایسه اجتماعی سه سطح وجود دارد:
در مقایسه اجتماعی سه سطح وجود دارد:
مقایسه اجتماعی روبه‌بالا: مقایسه خود با فردی بهتر (که می‌تواند باعث شود احساس بدی نسبت به خود پیدا کنید).
مقایسه اجتماعی روبه‌پایین: مقایسه خود با فردی پایین‌تر (که می‌تواند باعث شود احساس بهتری نسبت به خود پیدا کنید).
مقایسه‌ اجتماعی عرضی: مقایسه خود با فردی دارای شرایط  مشابه (که به‌طورکلی به احساسات خنثی منجر می‌شود).